# Pedro Uc Be
Pedro Regalado Uc Be (Buctzotz, Yucatán, 13 de mayo de 1963) es un escritor mexicano en lengua maya, poeta, narrador, traductor y activista, conocido como "Pedro Uc Be", también ha escrito bajo el seudónimo "Lázaro Kan Ek".

## Biografía
Pedro Uc nace en una familia de campesinos y su primera labor fue el contacto con la tierra, en entrevista, señala: "comencé a labrar la milpa. Lo que conocí, hasta mis dieciocho años de edad, fue el trabajo para la producción de la comida. De eso estoy lleno emocionalmente, mentalmente, porque de la labor nace una emoción". La obra poética de Uc Be está impregnada de estas primeras experiencias como campesino y maya. 
Uc Be es Licenciado en Educación Media en el área de Ciencias Sociales por la Escuela Normal Superior de Campeche. Fue profesor de Filosofía e Historia desde 1993 en la ciudad de Ticul, Yucatán en el Centro Educativo José Dolores Rodríguez Tamayo (CERT). En el 2015 se da a conocer que le fue retirada su plaza como docente, en el Mayapolitikon se lee la noticia: "En un hecho irónico y risible, la escuela preparatoria privada Centro Educativo Rodríguez Tamayo, de Ticul, le retiró a Pedro Uc Be, Premio Estatal de Poesía en Lengua Maya 2015, la materia lengua maya que éste impartía, sin mediar ninguna explicación".
Actualmente es profesor en la Escuela de Creación Literaria del Centro Estatal de Bellas Artes (CEBA), plantel donde también realizó estudios. Es también egresado como teólogo del Seminario Teológico Presbiteriano San Pablo en 1985 en la ciudad de Mérida. 
A través de consultorías y talleres en lengua maya, acompaña procesos de formación y reflexión en cultura e identidad maya en muchas comunidades originarias de la Península de Yucatán.
Es Integrante de la Asamblea de Defensores del Territorio Maya Múuch’ Xíinbal, esta organización tiene como objetivo defender su territorio del despojo que aplican las megaempresas de energía renovable en la Península de Yucatán. En una entrevista realizada a Uc Be por el conflicto que supone el tren "maya" en el territorio, declara: "Ni rentamos ni vendemos tierras para el tren", pues en sus propias palabras: "Es un esquema neoliberal. El único criterio es maximizar la ganancia de los inversionistas en el menor tiempo posible, pero sin considerar la participación integral de los ejidos y comunidades indígenas mayas que son los dueños de la tierra".

## Obra
Pedro Uc Be escribe en su primera lengua, maya, y en español, sin embargo ha señalado con respecto a su propia poética:  
“Tengo dos razones para no escribir en español: la primera, que mi español es demasiado limitado; aunque puedo leer y comprender casi cualquier texto en este idioma, [...] la segunda: ¿qué voy a escribir en español si en español ya se ha dicho todo? Yo creo que no tengo nada que decir. En todo caso, es un esfuerzo por compartir lo que intento decir con quien no habla mi lengua”. 

Añade que: “la resistencia de escribir en maya no es plástica, sino natural, no me lo propuse, es así desde que nací. Mi estructura de pensamiento es maya, aunque la exprese en español. Tal vez eso le da mayor legitimidad, es decir, que no sea algo comprado sino algo que se da como parte de la vida”.
Con el seudónimo de Lázaro Kan Ek, inició en 2015 un proyecto de promoción y difusión de la cultura y lengua maya llamado El canto del Siipkuuts, que consistió en la socialización de un puñado de poemas que luego fueron impresos en una plaquette. Asimismo, hace lecturas de poemas en lengua maya y español las cuales videograba y luego comparte en las redes sociales y en su blog personal. 

Acerca de Siipkuuts, Pedro Uc Be señala:
"El Siipkuuts es semilla de nuestra fe, es reafirmación de nuestras creencias, es la verdad de nuestros dioses, es preservación de nuestro ver, oír, hablar y sentir, es lo que otros llaman cultura, es la motivación de nuestros ritos, es lenguaje sin ser lengua, es corazón del cielo y corazón de la tierra, Yuum K’áax incomprendido y satanizado por el ts’uul; es origen de nuestro origen sin ser de otros origen, metáfora de nuestra lengua y lenguaje maya, de nuestro pensamiento sentido y nuestro sentimiento pensado. Siipkuuts, canto musical en resistencia".
En dos años consecutivos, 2015 y 2016, participa en la “Feria Internacional de la Lectura de Yucatán” (FILEY) donde presenta su poemario El canto del Siipkuut y participa en recitales de poesía, alternando con otros escritores y poetas de la Península de Yucatán. 
En 2019 publica un poemario llamado “Yáanal Xya’axche’” (Debajo de la ceiba).
Sus poemas forman parte de tres antologías poéticas de escritores mayas contemporáneos, tituladas U túumben k’aayilo’ob x-ya’axche (Los nuevos cantos de la ceiba, volumen II), en 2015; Insurrección de las palabras, con selección y prólogo de Hermann Bellinghausen, editado por la Ojarasca en 2018. En 2019 en el libro Xochilajtoli, Poesía contemporánea en lenguas originarias de México, con selección y prólogo de Martín Tonalmeyotl.
En 2018 su obra fue citada en el ensayo “Literatura Maya” por Francesc Ligorred Perramon publicado en la Enciclopedia Yucatanense, tomo II.

Su obra, poemas y narrativa, destacan por ser la palabra maya de la resistencia, José Ic, señala:
"Originario de Buctzotz, fuertemente influido por su padre quien le enseñó los secretos de los montes y la milpa involucrándolo en los trabajos propios de la tierra, estudiante más tarde de teología en un seminario presbiteriano bajo la guía del decano de los escritores mayas don Domingo Dzul Poot, hoy día Pedro Uc Be, alias Lázaro Kan Ek, el Siipkuuts, recorre su ruta personal enarbolando el idioma maya y contribuyendo donde lo invitan, aportando donde es necesario".
Sin duda, la escritura de Pedro Uc Be se caracteriza por una fuerte identidad maya, la defensa al territorio, pero también por la enorme sensibilidad que es inherente al ser humano, desde la cual sólo se puede hablar que pertenece a la literatura universal, salvo que lo hace desde la lengua maya.
En el año 2020 publica su libro U Yi’ij Chak Ixi’im (Espigas de maíz rojo), en el cual hace una reunión de poemas dedicados a la lucha maya por el territorio. Por razones de la pandemia derivada del Covid-19 presenta su libro digital en una plataforma de vídeos, con prólogo de Ana Matías Rendón, quien señala: 
Pero, ¿qué es Espigas de maíz rojo? ¿Qué es con lo que nos encontraremos en U Yi’ij Chak Ixi’im? ¿Qué o cuál es esa sabiduría tan prometida? U Yi’ij Chak Ixi’im / Espigas de maíz rojo es una gran metáfora de la vida maya, un juego de alegorías en donde los mayas son como el niño hambriento de los versos que está a punto de florecer, es la extremidad de un tallo que ofrece su flor al sol, es el punto álgido de una lucha milenaria que se niega a dimitir. ¿Qué poesía es ésta? ¿Cuál es su palabra? El poeta se pregunta en el poema: “¿Qué palabra es?” Y debemos contestar parafraseando sus versos: esta palabra es la que brota del territorio que busca emanciparse.
A la par de su labor poética y de difusión de la cultura maya, el poeta es un activista que defiende el territorio en contra de megaproyectos, así se diluyen los límites entre la poesía y la lucha social. Pedro Uc ha publicado varios poemas y ensayos en revistas, entre las que destacan: Revista Sinfín, el suplemento “Ojarasca” del periódico La Jornada, “El Colibrí”, “Al Pie de la Letra”, "Xochitlájtoli" del Círculo de Poesía,  y en diversos periódicos nacionales e internacionales.

## Participaciones
En octubre de 2016 en el marco del “V Festival de la cultura maya” (FICMAYA) participó como ponente con los temas El problema de tener que traducir la obra a la lengua española y El problema de la circulación de la obra escrita en lengua maya yucateco. En octubre de 2017, en el marco del II Encuentro de Escritores Mayas de la Península de Yucatán (CEBA) participó con el tema Coordenadas estéticas de la literatura maya yucateca en el siglo XXI.
En marzo de 2017 participó como ponente en la “Universidad Mesoamericana de San Agustín”, en Mérida, con el tema La literatura maya en el siglo XXI: Perspectivas y problemáticas, en el marco del Día Internacional de las Lenguas Maternas.
En diciembre de 2017 fue jurado de Lengua maya en el III Concurso de Traducción de Poesía 1x1, convocado por El periódico de poesía, de la Dirección de Literatura de la UNAM y el círculo de Traductores de México.
En marzo de 2018 impartió un curso de “Poesía en lengua indígena” en la Universidad Autónoma de Ciudad Juárez, con una duración de tres días, convocado por Culturas Populares, Unidad Regional Chihuahua, las obras de este taller fueron publicadas en el libro Versos de mi corazón, poesía y fotografía Mixtecas en 2019.
En 2018 tradujo a la lengua maya el poemario Emociones (Jejeláas óol) de Norma Espinosa Zurita.

## Premios
Se adjudica en 2015 el Premio Estatal de Poesía El espíritu de la letra en maya, con la obra U majan kaajilo’ob noj kaaj (Los prestapueblos en la gran ciudad), y en 2016 con “Sak Bej” (Camino ritual).
También fue premiado por el V Festival de la Cultura Maya (FICMAYA) 2016 con el poemario U K’u’uk’ u tsikbal xya’xche (El retoño de la palabra de la ceiba).
En 2019 ganó el premio de cuento en lengua maya “Alfredo Barrera Vásquez” con su texto X Táabay-Iik’ in na’ (Mi madre es una X Táabay), en el marco de los XV Juegos Literarios Nacionales Universitarios, que organiza la UADY.
En 2020, con el poemario U chakil in paak’al obtuvo el Premio Estatal de Poesía en versión bilingüe maya y español “Tiempos de escritura” convocado por SEDUCULTA.

## Publicaciones

### Libros individuales
- U Yi’ij Chak Ixi’im” / Espigas de maíz rojo (2020)
- U k'aay Siipkuut / El canto del Siipkuut  (2019)
- Yáanal Xya'axche' / Debajo de la Ceiba (2019)

### Poemas (selección)
- Poemas en Círculo de poesía "Xochitlájtoli: Pedro Uc Be", 7 de enero de 2019.
- «Síijil» en Revista Sinfín, no. 22, año 4, México, febrero de 2017, 18p.
- "Jeeléeb / U bóoxel a chi’" en Revista Sinfín, no. 21, año 4, México, enero de 2017, 7p.
- «U majankaajilo’ob noj kaaj / Extranjeros de la gran ciudad» en Ojarasca, 12 de marzo de 2016.

### Artículos (selección)
- «Un gran Aj Bej» en Sinfín. Revista Electrónica, n.º 25, año 5. México, mayo-junio de 2019, pp. 7-8.
- «Las vías que ha empezado a recorrer el peje-tren» en Asamblea Maya Múuch’ Xíinbal, 8 de abril de 2019.
- «Yuum K’áax: Fundante de la palabra maya» en Sinfín. Revista Electrónica, n.º 24, año 5. México, marzo de 2019, pp. 7-8.
- «Las consultas como trampa» en Infolliteras, lunes 12 de noviembre de 2018.
- «Que las comunidades mayas produzcan su propia energía y la administren» en Asamblea Maya Múuch’ Xíinbal, 29 de marzo de 2018.
- «La CDI y el INDEMAYA, estrategias de una nueva colonización», en Asamblea Maya Múuch’ Xíinbal, 29 de abril de 2018.
- «La flor de xpu’ujuk» en Revista Sinfín, no. 22, año 4, México, febrero de 2017, 19p. «Del término nakom» en Revista Sinfín, no. 20, noviembre-diciembre, México, 2016, 23-25pp.
- «El horizonte del mayismo oficialista» en Revista Sinfín, no. 18, julio-agosto, México, 2016, 11-13pp.
- «La escritura maya: una muestra de creación. Uts’íibil ts’íib» en Revista Sinfín, no. 15, enero-febrero, México, 2016, 10-12pp.
- «El uáay: Performance lunar» en Revista Sinfín, no. 14, noviembre-diciembre, México, 2015, 8-11pp.

### Colaboraciones en antologías
- U túumben k’aayilo’ob x-ya’axche en Los nuevos cantos de la ceiba, volumen II (2015)
- Insurrección de las palabras, con selección y prólogo de Hermann Bellinghausen (Ojarasca en 2018)
- Xochilajtoli, Poesía contemporánea en lenguas originarias de México, con selección y prólogo de Martín Tonalmeyotl (2019)